# L'època de l'Amok
"L'època de l'Amok" (títol original en anglès "Amok Time") és el primer episodi de la segona temporada de la sèrie de televisió de ciència-ficció estatunidenca Star Trek. Escrit per l'autor de ciència-ficció Theodore Sturgeon, amb la banda sonora de Gerald Fried, i dirigit per Joseph Pevney, es va emetre per primera vegada el 15 de setembre de 1967.
L'episodi presenta el primer oficial Spock tornant al seu món natal per a un brutal ritual de noces vulcanià. És l'únic episodi de La sèrie original que representa escenes al planeta Vulcà.
Va ser el primer episodi que es va emetre (encara que el cinquè, per codi de producció) de la temporada 2 amb l'oficial Pavel Chekov (Walter Koenig) com a pilot de la nau. També va ser el primer episodi a incloure "DeForest Kelley com a Dr. McCoy" als crèdits inicials, i el primer episodi emès a la nova franja horària de la sèrie, a les 8:30 p. m. Divendres a la nit. Aquest és el primer episodi que utilitza la "salutació vulcaniana" i va introduir el concepte de pon farr, el cicle d'aparellament dels vulcanians.

## Argument
Spock, primer oficial de l'USS Enterprise, mostra un comportament inusual i demana permís al seu planeta natal Vulcà. El capità Kirk i l'oficial mèdic en cap Dr. McCoy està d'acord, i Kirk desvia l' Enterprise. En el camí, Kirk rep ordres de la Flota Estel·lar per representar la Federació a la cerimònia d'inauguració del nou president d'Altair VI. Tot i que Kirk posa rumb cap a Altair VI, Spock torna a canviar secretament el rumb cap a Vulcà. Spock afirma que no recordava haver ordenat el canvi de curs.
Kirk ordena a Spock que vagi a Sickbay, on McCoy troba proves d'estrès físic i emocional que el matarà en vuit dies si no es tracta. Spock explica que està patint pon farr, una condició que els mascles vulcanians experimenten periòdicament al llarg de la seva vida adulta, i que s'ha d'aparellar o morir. Kirk posa rumb cap a Vulcà, creient que la vida de Spock és més important que la seva carrera.
A Vulcà, Spock convida a Kirk i McCoy perquè l'acompanyin al casament. T'Pring, la promesa de Spock, arriba amb Stonn, un vulcanià de sang pura que prefereix a Spock. T'Pau, una reconeguda matriarca, comença la cerimònia. Tanmateix, T'Pring exigeix el kal-if-fee, un repte físic entre Spock i un campió que ella selecciona; inesperadament, tria Kirk. Spock demana a T'Pau que ho prohibeixi, però T'Pau deixa la decisió a Kirk; un altre campió serà seleccionat si es nega. Kirk accepta el repte, només per saber que és "fins a la mort".
Els dos lluiten amb lirpa. Kirk es veu desafiat per la força i l'agilitat de Spock, així com per l'atmosfera més fina de Vulcà. T'Pau permet que McCoy injecti en Kirk un compost per compensar els efectes de l'atmosfera de Vulcà. Més tard, Spock lluita a garrotades a Kirk amb una ahn'woon. McCoy declara la mort de Kirk i demana el transport a l’Enterprise.
Spock renuncia a la seva reclamació sobre T'Pring, que explica que ella tenia por de perdre Stonn en el kal-if-fee. En triar Kirk, T'Pring tindria a Stonn de qualsevol manera: si Spock fos el vencedor, l'alliberaria del matrimoni per haver fet el repte, i si Kirk guanyava, no la voldria. Spock felicita a T'Pring per la seva lògica i torna a l' Enterprise, advertint a Stonn que "tenir no és una cosa tan agradable després de tot com voler".
A bord de l’Enterprise, Spock anuncia la seva intenció de sotmetre's a un judici per matar Kirk, quan descobreix que Kirk està viu i bé. La injecció que McCoy li va donar a Kirk era un neuroparalitzador. Preguntat sobre el que va seguir, Spock afirma que va perdre tot el desig de T'Pring després de pensar que va matar en Kirk. Kirk s'assabenta que la Flota Estel·lar, a petició d'en T'Pau, ha donat tardàment permís a l' Enterprise per viatjar a Vulcà.

## Doblatge al català
L’episodi va ser doblada al català pels estudis Tecni-3 (primera part) i Diálogo (segona part) i emés a TV3 l’any 1989.
| Personatge                | Actor/actriu       | Veu en català                      |
| ------------------------- | ------------------ | ---------------------------------- |
| James T. Kirk             | William Shatner    | Jordi Boixaderas                   |
| Spock                     | Leonard Nimoy      | Isidre Sola i Llop                 |
| Leonard McCoy             | DeForest Kelley    | Eduard Lluís Muntada               |
| Montgomery Scott 'Scotty' | James Doohan       | Joan Carles Gustems Domènec Farell |
| Nyota Uhura               | Nichelle Nichols   | Glòria Roig Azucena Díaz           |
| Hikaru Sulu               | George Takei       | Jaume Nadal Enric Cusí             |
| Pavel Chekov              | Walter Koenig      | Quim Roca Pep Madern               |
| Christine Chapel          | Majel Barrett      | Ana Maria Mauri Rosa Gavin         |
| T'Pau                     | Celia Lovski       | Marta Martorell                    |
| T'Pring                   | Arlene Martel      | Margarida Minguillón               |
| Spronn                    | Lawrence Montaigne | Jaume Costa                        |
| Almirall Komack           | Byron Morrow       | Manuel Lázaro                      |

## Recepció
Per al 30è aniversari de la franquícia, TV Guide va classificar "L'època de l'Amok" número 2 a la seva llista dels 10 millors episodis de Star Trek. El 2009, Zack Handlen de The A.V. Club ha donat a l'episodi una qualificació A. El 2012, The A.V. Club ranked this episode as one of top ten "must see" episodes of the original series. The A.V. Club va classificar aquest episodi com un dels deu capítols "que cal veure" de la sèrie original Star Trek.
El 2012, The Christian Science Monitor va classificar aquest com el millor episodi de l' Star Trek original.
El 2014, Gizmodo va classificar "L'època de l'Amok" com el 12è millor episodi de Star Trek, dels més de 700 fets en aquella època. IGN va classificar "Amok " número 9 en una llista dels deu primers episodis de la sèrie original.
El 2015 la revista Wired va recomanar no saltar-se aquest episodi a la seva guia d'afartament de la sèrie original.
El 2015, Polygon va classificar "L'època de l'Amok" com un dels tres millors episodis centrats en Spock de Star Trek.
El 2015, SyFy va classificar aquest episodi com un dels deu episodis de sèries originals de Star Trek essencials.
El 2015, la Biblioteca Pública de Nova York va citar aquest episodi com la segona millor escena de Spock del programa.
El 2016, The Hollywood Reporter va puntuar "L'època de l'Amok" om el 28è millor episodi de televisió de tota la franquícia de televisió "Star Trek" abans de "Star Trek: Discovery", inclòs la imatge real i la sèrie d'animació, però sense comptar les pel·lícules. El 2016, Newsweek va classificar "L'època de l'Amok" " com un dels millors episodis de la sèrie original, assenyalant que té una de les baralles més memorables de Star Trek. El 2016, Business Insider va classificar "L'època de l'Amok" com el 10è millor episodi de la sèrie original.
El 2016, Radio Times va classificar el duel entre Kirk i Spock a Vulcà com el 15è millor moment de tots els Star Trek. Observen que aquest mostra al públic el planeta natal de Vulcà per primera vegada i també presenta l'aspecte de Pon Farr de la cultura vulcaniana.
El 2017, Business Insider va classificar "L'època de l'Amok"com el 10è millor episodi de la sèrie original. Apunten que aquest és el primer episodi que utilitza la frase "Llarga vida i prosperitat" a Star Trek.
El 2018, Collider va classificar aquest episodi com el segon millor episodi de la sèrie original.
El 2018, PopMatters va classificar aquest com el 10è millor episodi de la sèrie original. Van destacar la línia de Spock "Després d'un temps, potser trobareu que tenir no és una cosa tan agradable després de tot com voler. No és lògic, però sovint és cert." tot observant la introducció del planeta Vulcà, Pon Farr, diverses estrelles convidades i el que anomenen una "batalla de gladiadors emocionant".
Una guia de marató de sèries de Star Trek del 2018 de Den of Geek va recomanar aquest episodi com un dels millors de la sèrie original.
El 2019, Nerdist va incloure aquest episodi a la seva guia de marató de sèries "Best of Spock".
El 2019, CBR va classificar aquest episodi com un dels vuit episodis més memorables de l'original Star Trek.
El 2024 Hollywood.com va classificar L'època de l'Amok al número 7 dels 79 episodis de la sèrie original.

## Llegat
La música incidental de Gerald Fried per a la lluita, titulada The Ritual/Ancient Battle/2nd Kroykah, es va convertir en una partituraa estàndard per a les escenes de combat a la temporada 2. Es va falsificar notablement durant la seqüència medieval a la pel·lícula de Jim Carrey The Cable Guy (1996).
Leonard Nimoy va utilitzar per primera vegada la seva signatura salutació vulcaniana en aquest episodi.
La banda de pop britànica T'Pau va prendre el seu nom de la matriarca vulcaniana que presideix els esdeveniments del planeta.
El gènere Omegavers de ficció especulativa eròtica s'observa que ha estat influenciat per l'episodi.

## Ebllaços externs
- "Amok Time" a Wayback Machine (arxivat de l'original a StarTrek.com)
- "Amok Time" a Memory Alpha
- "Amok Time" Vista prèvia de la versió remasteritzada a TrekMovie.com
- Transcripció de - Amok Time